# Inre hamnen, Sundsvall
Inre hamnen är en stadsdel i centrala Sundsvall. Stadsdelen avgränsas i väster av Parkgatan och stadsdelen Stenstan, i söder av Landsvägsallén, och i övrigt av Sundsvallsfjärden. I norr ligger Stora hamnkajen eller Stockholmskajen som den också kallas, i öster Tvärkajen, och längst i sydost Kolkajen.

## Historia
Området har haft en mängd olika industriella verksamheter från 1800-talets början och framåt.  Bland annat har det nyttjats för sågverk, stenkolslager, massmagasin, hamn- och varvsverksamhet samt bangård. I sydöstra delen av området fanns också sågverk, brädgård och massamagasin. Sedan massamagasinen revs på mitten av 60-talet fanns här bland annat en spik- och trådfabrik.
Ett undantag från 1800-talets industriella verksamhet var värdshuset Casino, som vid seklets mitt var Sundsvalls främsta nöjeslokal, där allehanda tillställningar för sundsvallsborna anordnades. Där arrangerades ofta maskerader och baler, och ibland teater, cirkus eller olika uppträdanden.
På 1870-talet byggdes en järnvägsförbindelse från Torpshammar till Sundsvall, och vid hamnbassängen uppfördes Sundsvalls första centralstation. Det blev ett stationshus med två flygelbyggnader i trä, ritat av Adolf W Edelsvärd, och invigdes 1874. 1925 byggdes i samband med tillkomsten av Ostkustbanan en ny centralstation, stax söder om Inre hamnen, men den äldre stationen bevarades och inrymmer idag Casino Cosmopol Sundsvall.
En epok i Sundsvalls historia inleddes 26 maj 1967 när Wasaline (vid tidpunkten Vaasa-Umeå AB) startade färjetrafik mellan Sundsvall och Vasa. Färjorna lade till vid Inre hamnen. I början av 1970-talet inleddes även försökstrafik mellan Sundsall och Björneborg, men den las ned redan efter ett par år på grund av dålig lönsamhet. 1996 var eran över och trafiken lades ned då den lönsamma tax-free-försäljningen inte fick vara kvar.
Sommaren 2004 inleddes bygget av fem sexvåningshus med 100 lägenheter byggda i massivträ längs med stora hamnkajen. Efter 120 års förbud att bygga höghus i trä kom några av de första trähöghusen alltså byggas i den stad som sedan slutet av 1800-talet kännetecknats för stenhusen i Stenstan.
Fryshuset i hamnen ersattes av ett kontorshus som idag inrymmer bland annat TV4. På samma gata finns Sveriges Television, som har sina lokaler i den före detta färjeterminalen.
Bolagsverket flyttade i november 2008 till ett nybyggt kontorshus i Inre hamnen. I husets källarplan finns parkeringshuset Hamngaraget.
I anslutning till kasinot ligger parken Hamnträdgården, som anlades 2004-2005. Hamnträdgården har sedan 2010 varit centrum för den årliga pridefestivalen Sundsvall Pride, vilken sedan 2014 också sker i samverkan med stadsfesten Hamnyran. Inre hamnen är även platsen för Sundsvalls traditionella nyårsfirande, där Sundsvallsborna samlas för att fira in det nya året till bland annat nyårsfyrverkerier arrangerade av det kommunala Näringslivsbolaget .
I Inre hamnen finns även Sundsvalls gästhamn.

## Utvecklingsplaner
Området söder om Hamnträdgården och öster om Bolagsverket har ännu inte omvandlats. Här planeras[?] ett 100-tal bostadslägenheter och ett hotell.
[uppföljning saknas]